# Суперсерия СССР — Канада (1972)
Суперсерия СССР — Канада 1972 года (англ. Summit Series, Super Series, фр. Série du siècle) — серия из 8 товарищеских хоккейных матчей между сборными СССР и Канады; первая из «суперсерий».
Перед началом сезона 1972—1973 годов впервые в истории хоккея была организована серия матчей между лучшими профессионалами Канады и сборной СССР. Первые четыре игры прошли в Канаде (в Монреале, Торонто, Виннипеге и Ванкувере), последующие четыре — в Москве. В итоге сборная Канады одержала 4 победы, СССР — 3, одна встреча завершилась ничьей. Советская команда забросила 32 шайбы, канадская — 31.
Руководил сборной СССР во время «суперсерии-72» Всеволод Бобров, а помогал ему Борис Кулагин. В состав сборной СССР не был включен 31-летний Анатолий Фирсов, ставший лучшим бомбардиром и признанный лучшим нападающим чемпионата мира 1971 года. В советской команде лучшими бомбардирами стали Александр Якушев — 11 очков (7 голов + 4 передачи), Владимир Шадрин — 8 (3+5) и Валерий Харламов — 8 (3+5).
Канадцев на время «суперсерии» возглавил Гарри Синден, экс-наставник «Бостон Брюинз». Помощником у него был только что закончивший карьеру игрока в «Монреаль Канадиенс» Джон Фергюсон. В составе сборной Канады самым результативным игроком стал Фил Эспозито, набравший в сумме 13 (7+6) очков. Пол Хендерсон также забросил 7 шайб, включая победную шайбу на последней минуте восьмого матча. Одноклубник Эспозито, лучший на то время канадский защитник Бобби Орр, пропустил серию из-за травмы колена. Также не было в составе канадцев Бобби Халла, Дерека Сандерсона, Джерри Чиверса и Жан-Клода Трамбле (первоначально вызванных в состав команды), которые из-за подписания контрактов с новой лигой ВХА не были допущены боссами НХЛ к этой серии.
Встречи со сборной СССР были для канадцев частью сентябрьских матчей Summit Series, в которые также вошли две игры со сборной Швеции (16 и 17 сентября в Стокгольме) и одна игра со сборной Чехословакии (30 сентября в Праге). У шведов канадцы выиграли первый матч (4:1), а во втором сыграли вничью (4:4). Со сборной ЧССР канадцы ушли от поражения за 4 секунды до конца матча (3:3).

## Предыстория
Встречи между советскими и канадскими хоккеистами берут свою историю с 1954 года, с матчей на чемпионате мира в Стокгольме. С того времени неоднократно организовывались турне сборной СССР по Канаде и сборной Канады по СССР. Тем не менее, все это были игры с любительскими командами, в которых иногда выступали экс-профессионалы из клубов НХЛ.
«Канадцы говорили, что они — профессионалы, а в Европе любители играют. Тарасов-то их давно звал помериться силой. Но в НХЛ отвечали: «Зачем нам это надо? Мы вас обыграем с двузначным счётом, перебьём всех так, что во втором периоде на площадку некого будет выводить. Вы опять стали чемпионами среди любителей? Вот и занимайтесь там, нечего вам играть с нами».».
В 1966 году состоялся матч между канадскими и советскими хоккеистами. Команда любителей «Шербрук Биверс», обладатели Кубка Аллана 1965 года, во время тура по Европе провели три игры в СССР, со сборной страны, с ЦСКА в Калинине (ныне Тверь) и со «Спартаком» в Москве. Канадцы проиграли все три игры: 8:1 со сборной, с разгромным счётом 15:4 с ЦСКА и со Спартаком — 6:5. В январе 1969 года сборная СССР в турне по Канаде в 10 встречах одержала 10 побед, причём 9 встреч были именно против канадской сборной.
После этих успехов на уровне руководства ИИХФ начал обсуждаться вопрос об участии профессионалов из Канады в чемпионатах мира. Планировалось, что в 1970 году чемпионат мира пройдет в Канаде и в нём смогут принять участие профессиональные игроки, но не из числа основных команд НХЛ. Вместе с этим, летний конгресс ИИХФ 1969 года санкционировал изменение в хоккейных правилах, разрешавших вести силовую борьбу по всей площадке. В поддержку этих планов сборная Канады участвовала на двух турнирах в СССР (в августе и декабре 1969 года), где в её состав включались либо возрастные игроки-профессионалы, завершившие карьеру в НХЛ (Уэйн Карлтон, Джим Маккензи, Билл Харрис), либо юниоры из фарм-клубов НХЛ.
В январе 1970 года, после встречи руководителей ИИХФ и канадского оргкомитета в Женеве, было принято решение о переносе матчей чемпионата мира в Стокгольм. Причиной послужили разногласия по регламенту проведения турнира, по которому сборная Канады имела наибольшее количество дней отдыха по отношению к своему главному сопернику — сборной СССР. Канадская сторона отказывалась вносить изменения, ссылаясь на договоренности с телекомпаниями о времени трансляции игр. В итоге эти разногласия зашли так далеко, что было принято решение о запрете канадцам использовать на чемпионатах любых профессионалов. На этом настаивал президент Международного олимпийского комитета американец Эвери Брендедж, который выступал против участия в чемпионате совместно любителей и профессионалов (на тот момент чемпионаты мира и олимпийские турниры не проводились раздельно, такое решение принято только в 1972 году). Представители канадского оргкомитета в ответ заявили, что Канада вообще перестает участвовать в любых соревнованиях, проводимых ИИХФ.
В начале 1970-х годов идея о встречах сборной СССР с профессионалами вновь стала активно обсуждаться. Ее главным инициатором стал Сергей Павлов, председатель Государственного комитета по физической культуре и спорту СССР. Но теперь государственные деятели СССР сомневались в целесообразности проведения подобных встреч (по некоторым сведениям, точку в этом вопросе поставил Л. И. Брежнев после личного разговора с Павловым). Весной 1972 года соглашение о встрече хоккеистов НХЛ с советской сборной было подписано: во время чемпионата мира 1972 года в Чехословакии были обговорены все условия предстоящей серии (соглашение подписали представитель СССР в ИИХФ Андрей Старовойтов и президент Канадской любительской ассоциации хоккея (КАХА) Джозеф Кричка). Была достигнута договорённость провести 8 матчей — по четыре в Канаде и в СССР, по международным правилам, которые в то время предусматривали двух судей, имеющих равные права (в Канаде — американцы, в Москве — европейцы). Также оговаривалось, что тренеры дома получат в своё распоряжение по 35 игроков, а в гостях — по 30, что на каждую игру можно будет выставлять по 19 хоккеистов, в том числе двух вратарей, дома канадцы будут играть в красных рубашках, а гости — в белых, а в Москве — наоборот.
Советская сторона при этом полагала, что игры будут проходить между любителями. В Канаде же Кричка передал права на проведение серии организации «Хоккей-Канада» (образована в 1969 году, объединяла любителей и профессионалов), а та — исполнительному директору Ассоциации игроков НХЛ Алану Иглсону и хоккеисту Бобби Орру, у которого Иглсон был агентом. В итоге летом 1972 года генеральный секретарь Федерации хоккея Канады Гордон Джукс на конгрессе ИИХФ в Мамае передал Старовойтову список игроков, где были только профессионалы. Тем не менее, эта ситуация не вызвала большой напряжённости и протестов в СССР, а советские игроки продолжили планомерную подготовку к предстоящим играм.
В середине июля 1972 стороны окончательно договорились, что игры пройдут в сентябре.

## Ожидания и подготовка
Советские хоккеисты начали упорные тренировки с 1 июля. Среди кандидатов не было 31-летнего трёхкратного олимпийского чемпиона Анатолия Фирсова — лучшего бомбардира команды конца 1960-х годов, который отказался играть под руководством Всеволода Боброва, выгнавшего его из сборной накануне чемпионата мира 1972 года. Хотя в списке кандидатов на место в составе на Суперсерию Фирсов всё же значился, в итоге было официально объявлено о травме колена. Лишь по окончании суперсерии в газете «Советский спорт» было опубликовано покаянное письмо Фирсова, в котором тот признавался в горестной ошибке и заявлял, что впредь почтёт за честь играть за сборную, если его в неё пригласят.
В свою очередь, в Канаде возникли проблемы с комплектованием национальной команды. Национальная хоккейная лига (НХЛ) ультимативно требовала, чтобы в матчах не участвовали представители только что созданной Всемирной хоккейной ассоциации (ВХА). Как результат, несмотря даже на просьбу премьер-министра страны Пьера Трюдо, за сборную не мог сыграть многолетний лидер «Чикаго Блэкхокс» Бобби Халл, один из самых опасных канадских нападающих, который на тот момент уже подписал контракт с клубом ВХА «Виннипег Джетс». Из-за аналогичной проблемы в сборную не попали Джерри Чиверс, Жан-Клод Трамбле и Дерек Сендерсон.
Канадская сборная приступила к тренировкам только в августе. По признанию Ивана Курнуайе, «все нам говорили: не беспокойтесь, вы их легко обыграете. Тренировались мы вполсилы, по сути, к предстоящим встречам готовились не лучшим образом». При этом Фил Эспозито воспринимал предстоящую серию как «настоящий бой — капитализм против коммунизма. Знаете, как мы ненавидели проклятых коммунистов? Мы не имели права проигрывать. Я русских знать не хотел. Они выступали против нашего образа жизни, против частной собственности». Советские хоккеисты, так же чувствуя ответственность за страну, ненависти к канадцам не испытывали.
Примерно за полмесяца до начала игр обе федерации направили в страны-соперницы тренеров, которые оценили ситуацию в сборных: в СССР — Джона Маклеллана и Боба Дэвидсона (главный тренер и главный скаут из «Торонто Мейпл Лифс»), а в Канаду — Аркадия Чернышёва и Бориса Кулагина. Смысл докладов возвратившихся в страну канадских тренеров был таков, что болельщики и специалисты Канады надеялись выиграть все 8 матчей серии. Больше всех канадские газеты критиковали юного Владислава Третьяка, считая защиту ворот сборной СССР наиболее уязвимой. Одной из причин такой оценки было присутствие канадцев на товарищеском матче сборной клубов Москвы с ЦСКА, в котором Третьяк пропустил восемь голов (счет игры 8:1; несколько лет спустя Третьяк признался, что на следующий день, 23 августа, после того злополучного матча у него была намечена свадьба, и его мысли были далеки от хоккея:49).
Такой оптимизм разделяли не все. Джон Робертсон (Montreal Star) выразил опасения, что сборная Канады недостаточно подготовлена к серии, и обвинил в этом НХЛ. Билли Харрис, бывший в то время тренером шведской национальной сборной, предсказал победу Советов, делая упор на игру Третьяка.
Кен Драйден писал: «Неблагоприятное впечатление может легко сложиться, когда видишь, что кто-то поступает не так, как тебе подсказывает собственный опыт. По североамериканским стандартам, к которым привыкли Маклеллан и Дэвидсон, русские делают слишком много передач, совершают мало бросков и слишком малы ростом. Однако по европейским нормам это отнюдь не является недостатком. Кто прав? Мы это скоро узнаем, а пока не следует слишком серьезно относиться к их отчету».
Перед началом серии Бобров дал пресс-конференцию иностранной прессе, в ходе которой отказался делать прогнозы на победителя; у сборной Канады, говорил он, есть «огневая мощь, неповторимый стиль и надёжная игра вратарей», но сумеет ли она адаптироваться к международным правилам, системе с двумя судьями и чиновникам-любителям? Он признал, что будет трудно оттеснить Фила Эспозито от атакующей линии и что он ожидает сюрпризов от канадских звёзд. Бобров предрёк, что Валерий Харламов «сумеет выделиться, даже среди ваших лучших канадцев. По северо-американским стандартам он невысок, но у него превосходный выстрел. Думаю, он будет эффективен».
В свою очередь, главный тренер канадской сборной Синден признавался накануне серии: «Я дьявольски нервничаю. Больше всего меня беспокоит скорость, с которой они (сборная СССР) играют».

## Сборная СССР в Канаде
Сборная СССР прилетела в Монреаль вечером 30 августа общим рейсом Аэрофлота № 301 на Ил-62 и почти сразу столкнулась с политической проблемой. Один из чехословацких эмигрантов в Канаде, подавший в суд провинции Квебек на Советский Союз за то, что во время Пражской весны советские танки раздавили его автомобиль, и искавший возмещения материального убытка в размере 1889 долларов, неожиданно добился своего. Суд Квебека постановил опечатать хоккейное снаряжение советской команды до уплаты денег. В дело вмешался Алан Иглсон, выписавший чеху свой личный чек. Команду разместили в пятизвёздочном отеле «Элизабет».
Утром 31 августа хоккеисты провели тренировку без присутствия публики на «Арене» (тренировочном катке «Канадиенс»). 1 сентября в Монреаль прилетели канадцы и посетили очередную тренировку советской команды на катке «Форум», став жертвами хитрости последних — умышленно расслабленно проведённых упражнений на льду. «Русские нападающие на тренировке в „Форуме“, казалось, во время броска не умеют правильно распределять вес тела. Защитники, большие и неуклюжие, чуть не падали, пытаясь резко изменить направление движения», — вспоминал потом канадский вратарь Драйден. Насмешки некоторых канадцев вызвало качество советской формы. Канадская сторона предоставила спонсорский комплект формы; по воспоминаниям Третьяка: «Шлемы, перчатки, защита — всё чужое, непривычное, подрезать и подгонять пришлось. Свои только гамаши шерстяные и свитера остались. Ну и клюшки. Я один в новой форме отказался играть, как вратарь.»
По воспоминаниям Б. Михайлова, на собрании перед первым матчем один из заместителей председателя Спорткомитета СССР Г. Рогульский попросил сборную «проиграть достойно».
Перед началом первой игры в раздевалке сборной СССР появился голкипер НХЛ Жак Плант и без переводчика начал давать Третьяку советы, как противостоять канадским нападающим.
Плант ожидал разгрома СССР и решил помочь советскому вратарю. Чтобы было нагляднее, он показал всё это на макете.
Будь внимателен, когда на льду Фрэнк Маховлич. Он бросает по воротам беспрерывно, с любых дистанций, из любых положений. Подальше выкатывайся ему навстречу. Учти, Иван Курнуайе… самый быстрый нападающий в НХЛ, а Деннис Халл может забросить шайбу с красной линии. И помни: самый опасный игрок в нашей команде… Фил Эспозито. Этот парень посылает шайбу без подготовки даже в малюсенькие щели ворот. Не спускай с него глаз, когда он на «пятачке». Здесь защитники сладить с ним не могут:47-48.

### Первая игра
За первой игрой серии наблюдало несколько миллионов человек в Европе, более 25 миллионов канадцев и американцев и около 20 миллионов телезрителей в СССР смотрели игру у себя дома. Правда, в СССР из-за разницы во времени (в Москве на момент начала игры было 4 часа утра) игру показали только в 12 часов дня 3 сентября, и в тот же день вечером трансляция была повторена ещё раз.
Игра началась в 20:00 по местному времени. Монреальский «Форум» был заполнен публикой до отказа. Стояла жара, местами подтапливался лёд. На встрече присутствовало правительство Канады во главе с премьер-министром Пьером Трюдо. Зрители тепло приветствовали игроков сборной СССР и бурей оваций встречали объявление имён игроков сборной Канады. Для советских игроков это было необычно и оказало немного подавляющее психологическое воздействие:48. Торжественная часть продлилась почти 30 минут и завершилась символическим вбрасыванием шайбы Пьером Трюдо.
Через 30 секунд после начала встречи Фил Эспозито с лёта посылает отбитую Третьяком шайбу в ворота. В начале 7-й минуты матча Бобби Кларк выиграл вбрасывание. Шайба попала к Рону Эллису, который передал её Полу Хендерсону. Последовал бросок, и шайба оказалась в воротах.
Советские хоккеисты, продолжая играть в пас и разыгрывая комбинации, стали исправлять ситуацию. Сначала в позиционной атаке отличился Зимин после выверенной передачи Якушева, а затем в меньшинстве в контратаку убежали Михайлов и Петров, последний добил отбитую Драйденом шайбу в ворота. В перерыве главный тренер команды Бобров подбадривал хоккеистов: «Ребята, вы же видите, что можете играть с ними на равных». По свидетельству Бориса Кулагина, защитники сборной СССР получили задание: как можно меньше возиться с шайбой в своей зоне, сразу же отдавать её форвардам, которые успели набрать скорость.
В раздевалке канадцев, в свою очередь, стояла напряжённая тишина — игроки начали осознавать, что им противостоит равный по силе и классу соперник.
Сборная СССР вышла вперёд во второй двадцатиминутке благодаря двум голам Валерия Харламова. Обе эти шайбы настолько запомнились вратарю канадцев Драйдену, что он их подробно описал в своей книге, отдельно выделив мастерство советского хоккеиста. По окончании периода канадцы с опущенными головами направились в раздевалку.
В начале третьего периода сборная Канады предприняла штурм ворот Третьяка, и Кларку в одном из эпизодов удалось забить одну шайбу. Однако на большее у канадцев, как они признавались впоследствии, уже не было сил. Советские хоккеисты, в свою очередь продолжали наращивать темп, что в итоге вылилось в окончательный счёт 7:3. Неприятным осадком от игры была намеренная грубость канадцев в последние минуты встречи и нежелание обмениваться рукопожатиями по её завершении. Фрэнк Маховлич впоследствии вспоминал: «В НХЛ мы никогда не заканчивали матчи рукопожатиями. Так что в этом не было никакого неуважения. Но потом нам всё объяснили, и дальше мы уже жали руки»). Однако Борис Михайлов слышал фразу одного из канадцев «Зачем жать русским руки, если они залезли к нам в карманы?».
Дик Беддос — журналист торонтской газеты «Глоб энд Мейл» — перед началом серии заявил, что съест свою статью, если русские выиграют хотя бы один матч. После поражения канадцев в первом матче он приехал в отель в Торонто, где жили советские хоккеисты, поздравил их с победой и выполнил своё обещание — закусил газетой со статьёй, которую ему покрошили в борщ игроки.
Другой канадский журналист после первого матча заметил, что профессионалы сыграли всего на одну шайбу сильнее, чем любители из клуба «Линдсхерт Моторз», представлявшего Канаду на чемпионате мира в 1954 году и проигравшего сборной СССР в решающем матче со счётом 7:2.
22 ноября 1957 года состоялся первый матч сборной СССР в турне по Канаде с командой Whitby Dunlops. Её результат оказался зеркальной копией первого матча суперсерии, сборная СССР проиграла со счётом 2:7, выигрывая 2:0. На следующий день газеты опубликовали отзыв о нашей игре знаменитого Мориса Ришара, по прозвищу «Ракета». Он писал, что русских пригласили зря. Они, мол, играют так, как, играли канадцы, судя по рассказам его, Мориса Ришара, деда, лет этак 50-70 назад.
После игры всем её участникам подарили часы «Omega Speedmaster», сертифицированные NASA для космических полётов.
Существует легенда, что на следующее же утро после игры Валерию Харламову предложили миллион долларов за то, чтобы он перешёл в НХЛ. «Без Петрова и Михайлова согласиться на переход не могу», — в шутку ответил Харламов. Канадцы приняли его слова за чистую монету: «О, мы все уладим. Они получат столько же»:48. Информация о гонораре впервые появилась 4 сентября в газете «Globe & Mail», цитировавшей Гарольда Балларда, владельца «Торонто Мейпл Лифс», заявившего, что он отдал бы миллион за этого «лучшего молодого нападающего в мире». Капитан сборной СССР поблагодарил Балларда за приглашение и, «естественно, отказал».
| 2 сентября 1972 года | Канада | 3 : 7 (2:2, 0:2, 1:3) | СССР | «Монреаль-Форум», Монреаль Зрителей: 18 188 |

| Отчёт                                                                                                  | Отчёт                                   | Отчёт | Отчёт         | Отчёт                                 |
| --- | --------------------------------------- | --- | ------------- | ------------------------------------- |
| |                                         | |               |                                       |
| | Драйден                                 | Вратари | Третьяк       | Судьи: Лен Ганьон (США) Горд Ли (США) |
| | Голы:                                   | |               | Судьи: Лен Ганьон (США) Горд Ли (США) |
| Ф. Эспозито (Ф. Маховлич, Бергман) 00:30 Хендерсон (Кларк, Эллис) 06:20 Кларк (Эллис, Хендерсон) 48:22 | 1:0 2:0 2:1 2:2 2:3 2:4 3:4 3:5 3:6 3:7 | 11:40 Зимин (Якушев, Паладьев) 17:28 (мен.) Петров (Михайлов) 22:40 Харламов (Мальцев) 30:18 Харламов (Мальцев) 53:32 Михайлов (Блинов) 54:29 Зимин 58:37 Якушев (Шадрин) |               | Судьи: Лен Ганьон (США) Горд Ли (США) |
| |                                         | |               | Судьи: Лен Ганьон (США) Горд Ли (США) |
| |                                         | |               | Судьи: Лен Ганьон (США) Горд Ли (США) |
| |                                         | |               | Судьи: Лен Ганьон (США) Горд Ли (США) |
| 8 мин                                                                                                  | Штраф                                   | 8 мин |               | Судьи: Лен Ганьон (США) Горд Ли (США) |
| |                                         | |               |                                       |
| | 32 (10+10+12)                           | Броски | 30 (10+10+10) |                                       |

- Лучшие игроки матча: Канада — Кларк; СССР — Харламов

### Вторая игра
По сравнению с матчем в Монреале, в сборной Канады появилось сразу восемь новых хоккеистов, включая вратаря Тони Эспозито, сильно и уверенно отстоявшего в воротах и не раз выручавшего команду. Перестановки были призваны «задавить русских», так как Синден отмечал, что те были «быстрее и проворнее». Перестановки были и в советской сборной — Старшинов заменил Викулова и занял место в центре звена — между Мальцевым и Харламовым. К Петрову и Михайлову перешёл Мишаков, а в качестве десятого форварда появился молодой Анисин.
Канадцы сильно изменили свою тактику во второй встрече, чётко играя в обороне и не давая советским нападающим прорываться к воротам, в результате чего защита без особого труда выбрасывала шайбу из своей зоны. Временами игра канадцев была слишком грубой. Голкипер профессионалов Драйден впоследствии писал: «Порой становилось неловко и даже стыдно за своих. На месте русских я бы наверняка подумал: „Эти канадцы, должно быть, настоящие звери, раз они позволяют себе такие выходки“».
Первая шайба была заброшена Филом Эспозито во втором периоде. Второй гол канадцы забили в начале третьего периода, когда Курнуайе обыграл один на один Третьяка. Но скоро сборная СССР сократила разрыв: шайбу забросил Якушев, реализовав большинство.
Решающим моментом матча стала третья двадцатиминутка, когда на седьмой минуте советская команда, проигрывая всего одну шайбу, имела шанс сравнять счёт при игре в большинстве, но пропустила гол после индивидуального прохода Пита Маховлича. Через 2 минуты канадцы забросили ещё одну шайбу, установив итоговый счет 4:1.
Советские тренеры были очень недовольны действиями двух американских арбитров. Так, в концовке 2-го периода встречи произошел инцидент, когда Кларк неаккуратно сыграл клюшкой и угодил ей по шлему защитника Цыганкова. Но рефери это нарушение не увидел и удалил с поля Цыганкова за удар соперника клюшкой, поскольку тот силовым приемом остановил Эллиса у борта несколькими секундами позже. Харламов попытался выяснить у арбитра смысл подобных действий, но тут же был наказан 10-минутным дисциплинарным штрафом за разговоры (но с правом замены игрока на площадке).
Андрей Старовойтов — руководитель советской федерации хоккея — после матча ворвался в раздевалку судей, едва не снеся дверь, и заявил: «Американские судьи позволяли канадским хоккеистам действовать как шайке разбойников».
Игроки сборной СССР, в свою очередь, отмечали, что не вполне настроились на игру. Александр Якушев отмечал, что «после первого матча нас захлестывали эмоции и настроиться на следующую игру было сложно. (…) Мы многое выплеснули в стартовой встрече. В итоге сил чуть-чуть не хватило». А Александр Рагулин утверждал, что на эту игру пришёлся пик акклиматизации советских хоккеистов.
| 4 сентября 1972 | Канада | 4 : 1 (0:0, 1:0, 3:1) | СССР | «Мейпл Лиф-гарденс», Торонто Зрителей: 16 485 |

| Отчёт | Отчёт               | Отчёт                                                  | Отчёт      | Отчёт                            |
| --- | ------------------- | ------------------------------------------------------ | ---------- | -------------------------------- |
| |                     |                                                        |            |                                  |
| | Тони Эспозито       | Вратари                                                | Третьяк    | Судьи: Стив Даулинг Фрэнк Ларсен |
| | Голы:               |                                                        |            | Судьи: Стив Даулинг Фрэнк Ларсен |
| Ф. Эспозито (Парк, Кэшмен) 27:14 Курнуайе (Парк) (бол.) 41:19 П. Маховлич (Ф. Эспозито) (мен.) 46:47 Ф. Маховлич (Микита, Курнуайе) 48:59 | 1:0 2:0 2:1 3:1 4:1 | 45:53 (бол.) Якушев (Ляпкин, Зимин)                    |            | Судьи: Стив Даулинг Фрэнк Ларсен |
| |                     |                                                        |            | Судьи: Стив Даулинг Фрэнк Ларсен |
| |                     |                                                        |            | Судьи: Стив Даулинг Фрэнк Ларсен |
| |                     |                                                        |            | Судьи: Стив Даулинг Фрэнк Ларсен |
| 10 мин | Штраф               | 17 (Харламов — 10 минут за неспортивное поведение) мин |            | Судьи: Стив Даулинг Фрэнк Ларсен |
| |                     |                                                        |            |                                  |
| | 36 (10+16+10)       | Броски                                                 | 21 (7+5+9) |                                  |

- Лучшие игроки матча: Канада — Фил и Тони Эспозито; СССР — Третьяк

### Третья игра
Третья игра состоялась на стадионе «Арена» в Виннипеге. После второй игры сборная СССР немедленно вылетела в Виннипег, в то время как расписание сборной Канады, по мнению Маховлича, «оставалось легкомысленным». Воодушевлённые победой в предыдущем матче, канадцы решили действовать по той же схеме, что и двумя днями ранее — вбрасывать шайбу в углы площадки и отвоёвывать её у советских хоккеистов.
В сборной СССР произошли замены: вместо защитников Рагулина, Ляпкина и Паладьева на поле вышла пара Васильев — Шаталов. Вместо Старшинова и получившего травму Зимина на игру вышли молодые Лебедев и Бодунов, к которым присоединился Солодухин. В составе канадцев Рателль заменил Голдсуорси. Кроме того, накануне игры, по требованию тренерского штаба сборной СССР при согласовании с канадской стороной, были заменены арбитры на представителей из США, судивших 1-ю встречу.
Игра началась с минуты скорби в память о жертвах Олимпиады в Мюнхене. Хозяева льда сразу захватили инициативу и на 2-й минуте открыли счёт — Паризе прорвался сквозь защиту и добил шайбу, отскочившую от Третьяка после броска Билла Уайта. Через пару минут сборная СССР осталась в меньшинстве, но Петров, перехватив пас, сравнял счёт. После продолжительных атак Канада в конце периода вышла вперёд 2:1. Причём голевая атака канадцев началась после явного нарушения правил (подножки) в средней зоне против советских хоккеистов.
Во второй двадцатиминутке Кэшмен, отвоевав шайбу в углу площадки, передал её Филу Эспозито, и тот забил гол — 3:1. И снова сборная СССР «реализует меньшинство» — Харламов, подхватив великолепную передачу Бориса Михайлова, завершает быстрый отрыв. Однако этот гол Харламова нисколько не обескуражил канадцев, поскольку Хендерсон после паса Рона Эллиса сумел в падении забросить шайбу и восстановить разрыв в два гола.
После этого сборная СССР сразу резко ускорила темп, и уже через минуту Юрий Лебедев сделал счёт 4:3, а затем Бодунов сравнял счёт, получив прекрасный пас из угла и обыграв Тони Эспозито во вратарской площадке. Второй период так и завершился. Заключительный период прошёл без забитых шайб, но у обеих команд были прекрасные моменты. Сначала Третьяк, которого второй раз за три игры серии назовут лучшим игроком своей команды, сумел переиграть Хендерсона — бросок последнего метров с трёх был из числа неберущихся. Затем, за 13 секунд до конца игры канадский голкипер сохранил ничью, сумев отразить бросок Александра Мальцева.
Кроме того, в середине периода был наказан 10-минутным дисциплинарным штрафом Уэйн Кэшмен, что не позволило ему более выйти на площадку в игре.
| 6 сентября 1972 года | Канада | 4 : 4 (2:1, 2:3, 0:0) | СССР | «Виннипег-арена», Виннипег Зрителей: 9800 |

| Отчёт | Отчёт                           | Отчёт | Отчёт      | Отчёт                                 |
| --- | ------------------------------- | --- | ---------- | ------------------------------------- |
| |                                 | |            |                                       |
| | Тони Эспозито                   | Вратари | Третьяк    | Судьи: Лен Ганьон (США) Горд Ли (США) |
| | Голы:                           | |            | Судьи: Лен Ганьон (США) Горд Ли (США) |
| Паризе (Уайт, Ф. Эспозито) 01:54 Рателль (Курнуайе, Бергман) 18:25 Ф. Эспозито (Кэшмен, Паризе) 24:19 Хендерсон (Кларк, Эллис) 33:47 | 1:0 1:1 2:1 3:1 3:2 4:2 4:3 4:4 | 03:15 (мен.) Петров 32:56 (мен.) Харламов (Михайлов, Цыганков) 34:59 Лебедев (Васильев, Анисин) 38:28 Бодунов (Анисин) |            | Судьи: Лен Ганьон (США) Горд Ли (США) |
| |                                 | |            | Судьи: Лен Ганьон (США) Горд Ли (США) |
| |                                 | |            | Судьи: Лен Ганьон (США) Горд Ли (США) |
| |                                 | |            | Судьи: Лен Ганьон (США) Горд Ли (США) |
| 18 мин | Штраф                           | 8 мин |            | Судьи: Лен Ганьон (США) Горд Ли (США) |
| |                                 | |            |                                       |
| | 38 (15+17+6)                    | Броски | 25 (9+8+8) |                                       |

- Лучшие игроки матча: Канада — Хендерсон; СССР — Третьяк

### Четвёртая игра
Тренеры советской команды были довольны результатом матча в Виннипеге, и поэтому изменения в составе были минимальны: вернулись получившие отдых защитники Рагулин и Паладьев, а также нападающие Викулов и Блинов.
А вот канадские тренеры поменяли целых восемь игроков, посадив на скамейку Курнуайе, Микиту, Кэшмена, Паризе, Савара (у последнего было серьёзно травмировано правое колено). Эти рокировки отчасти были вызваны назревшим недовольством ряда игроков из-за их редкого участия в играх. В результате на лед вышли Драйден, Халл, Перро, Хэдфилд.
Матч начался с атак сборной СССР, и уже через 8 минут. она вела со счётом 2:0. Михайлов оба раза умело подставлял клюшку под броски защитника Лутченко и дважды переправлял шайбу в ворота Драйдена. И оба раза было реализовано большинство — дважды удалялся Билл Голдсуорси. Канадцы стали яростно атаковать, но это был «день Третьяка» — он отразил 38 бросков, из них 21 в заключительном периоде.
Сольный номер Перро на 26-й минуте позволил хозяевам льда сократить разрыв. Но менее чем через минуту вновь отличилось звено Петрова — на этот раз в ворота Драйдена забил Блинов. А вскоре Мальцев с Харламовым ассистировали Викулову — 4:1.
В последней двадцатиминутке канадцы, перебросав сборную СССР почти в 4 раза (23-6), забили два гола — дважды результативные передачи отдавал Фил Эспозито: сначала на Голдсуорси, а затем на Д. Халла. Но между этими голами был один гол СССР — Шадрин завершил атаку, начатую защитником Васильевым и Якушевым.
Канадцы выглядели довольно уставшими и явно уступали советским хоккеистам практически по всем компонентам игры. 15 с лишним тысяч болельщиков не оставили это незамеченным, и под конец матча публика громкими возгласами выражала недовольство профессионалами.
Такое поведение зрителей расстроило Фила Эспозито, который во время интервью по национальному телевидению обрушился с критикой в адрес канадских болельщиков, канадской прессы, за их отношение к игрокам команды Канады:
Жителям Канады! Мы сделали всё возможное. Мы отдали всё что могли. И услышать в ответ «Бу-у-у»? Это привело всех нас в уныние. Мы выкладываемся до конца, и я хотел бы, чёрт побери, чтобы вы, люди, поняли это. Мы разочарованы и расстроены. Мы не можем поверить в то, что мы читаем о себе в прессе, не можем поверить в «Бу-у», которое мы получили у себя дома. Эти русские — великие хоккеисты. Почему бы вам не оценить их по достоинству и не прекратить осыпать нас обвинениями? Я очень, очень… расстроен. Я просто не могу в это поверить. Все мы, 35 парней, играем потому что мы любим нашу страну. У нас нет другой причины, только потому, что мы любим Канаду.
Фрэнк Маховлич также был потрясён происшедшим, заявив: «Я готов поверить теперь во что угодно. После того, что русские сделали с нами в нашей игре здесь, в Канаде, боюсь, в спорте не осталось ничего святого. Если их кто-нибудь познакомит с американским футболом, они через два года разгромят „Даллас Ковбойс“ и выиграют первый приз».
Советские хоккеисты вышли вперёд в серии, имея две победы, одну ничью и одно поражение.
| 8 сентября 1972 года | Канада | 3 : 5 (0:2, 1:2, 2:1) | СССР | «Пасифик Колизиум», Ванкувер Зрителей: 15 570 |

| Отчёт                                                                                       | Отчёт                           | Отчёт | Отчёт        | Отчёт                                 |
| ------------------------------------------------------------------------------------------- | ------------------------------- | --- | ------------ | ------------------------------------- |
|                                                                                             |                                 | |              |                                       |
|                                                                                             | Драйден                         | Вратари | Третьяк      | Судьи: Лен Ганьон (США) Горд Ли (США) |
|                                                                                             | Голы:                           | |              | Судьи: Лен Ганьон (США) Горд Ли (США) |
| Перро 25:37 Голдсуорси (Ф. Эспозито, Бергман) 46:54 Д. Халл (Ф. Эспозито, Голдсуорси) 59:38 | 0:1 0:2 1:2 1:3 1:4 2:4 2:5 3:5 | 02:01 (бол.) Михайлов (Лутченко, Петров) 07:29 (бол.) Михайлов (Лутченко, Харламов) 26:34 Блинов (Петров, Михайлов) 33:52 Викулов (Харламов, Мальцев) 51:05 Шадрин (Якушев, Васильев) |              | Судьи: Лен Ганьон (США) Горд Ли (США) |
|                                                                                             |                                 | |              | Судьи: Лен Ганьон (США) Горд Ли (США) |
|                                                                                             |                                 | |              | Судьи: Лен Ганьон (США) Горд Ли (США) |
|                                                                                             |                                 | |              | Судьи: Лен Ганьон (США) Горд Ли (США) |
| 6 мин                                                                                       | Штраф                           | 4 мин |              | Судьи: Лен Ганьон (США) Горд Ли (США) |
|                                                                                             |                                 | |              |                                       |
|                                                                                             | 41 (10+8+23)                    | Броски | 31 (11+14+6) |                                       |

- Лучшие игроки матча: Канада — Фил Эспозито; СССР — Михайлов

## Сборная Канады в СССР
После четырёх матчей в Канаде у команд был перерыв в две недели. Советские хоккеисты вернулись домой, где продолжили тренировки, а сборная Канады в составе 35 хоккеистов 13 сентября отправилась в Стокгольм и сыграла там две товарищеские встречи со сборной Швеции — 4:1 (16 сентября) и 4:4 (17 сентября; ушли от поражения лишь за 47 секунд до финальной сирены).
Вечером 20 сентября сборная Канады прибыла в Москву. Большинство профессионалов — членов сборной Канады — никогда не было за пределами Северной Америки. Попав в СССР, в страну с совершенно другим политическим строем, они испытали психологический шок. Большу́ю роль сыграли слухи о вездесущности КГБ, что окончательно запугало некоторых игроков. Разместившись в гостинице «Интурист», игроки первым делом начали искать подслушивающие устройства. Сомнений в их существовании у них не было. Одним из наиболее нервных был Фрэнк Маховлич. Ещё в Канаде он вполне серьёзно предлагал тренерам взять с собой палатки и разбить лагерь, как Наполеон, за пределами Москвы: «Идёт холодная война. Советы могут сделать всё что угодно. Они могут начать стройку в четыре утра около гостиницы и не дать нам спать. Для усиления своей пропаганды им нужна победа, и они готовы на всё».
Всеобщая подозрительность вылилась в ряд характерных случаев. Так, канадские игроки усиленно искали «шпионские жучки» у себя в номерах. В одном из номеров под ковром была найдена коробочка, прикрученная на пять винтов к полу. Посчитав это прослушивающим устройством, канадец (позже выяснилось, что это был Фрэнк Маховлич) решил выкрутить винты. Когда последний винт был ослаблен, раздался ужасный грохот, и перед изумлённым «борцом с жучками» разверзлась сквозная дыра. Оказалось, он отвинтил огромную люстру, которая висела этажом ниже в конференц-зале, — она упала прямо на столы, разбившись вдребезги. К счастью, при этом никто не пострадал, поскольку инцидент случился в полтретьего ночи. Но за этот дебош руководство отеля выставило канадской команде счет на 3850 долларов. Однако Маховлич опроверг данный слух в интервью 2017 года.
В другом номере Уэйн Кэшмен заподозрил наличие подслушивающих устройств в зеркале своей комнаты. Он сдёрнул его со стены и выкинул в окно.
Преследовали канадцев в СССР множество других неудобств. Частые ночные телефонные звонки, путаница в расписании тренировок, проблемы с питанием. Канадская сборная даже привезла с собой целый контейнер еды — говядину, молоко и пиво. Однако, по утверждениям канадской сборной, всё это довольно быстро исчезло из «Интуриста» (в другом источнике говорится о привезённых стейках, которые периодически обрезали на кухне гостиницы). Если говядину и молоко могли простить, то пиво — никогда. «Именно тогда мы страшно разозлились, когда они спёрли наше пиво после пятого матча» — вполне серьёзно заявил Род Жильбер.
Несмотря на все недоразумения и неудобства, за время своего пребывания в Москве канадцы посетили Красную площадь, театры, балет, музеи и Кремль, встретившись со многими обычными москвичами. Однако более всего игроков раскрепощало присутствие в Москве их жён или подруг.
Перед началом «московской» серии игр попрощались с командой и улетели домой Вик Хэдфилд, Рик Мартин и Джоселин Говремон. Вместе с этим в сборной оставался травмированный Бобби Орр, который присутствовал на московских матчах в качестве зрителя.
Для победы в Серии советским хоккеистам было достаточно в четырёх оставшихся встречах набрать всего три очка. Вместе с этим советские хоккеисты психологически не были готовы к той большой славе, которая «обрушилась» на них по возвращении в СССР. Так, в этом признавались и Александр Рагулин, и Владислав Третьяк:50, и Борис Кулагин. Кроме того, по признанию Третьяка, «были люди, которые убегали домой со сборов на базе в Архангельском. Потому что у нас уже пошло расслабление, поняли, что не провалились. Дисциплины настоящей не было.»

### Пятая игра

Леонид Брежнев на матче в Лужниках. Суперсерия СССР — Канада. 22 сентября 1972 года

22 сентября Дворец спорта в Лужниках был заполнен до отказа. В Москву прибыло около 3000 канадских болельщиков, ярко выделявшихся своей активной манерой боления на фоне советских зрителей; этот факт зачастую связывают с тем, что обычные советские болельщики попасть на игры серии не могли и большую часть зрителей составляли партийные работники. В правительственной ложе присутствовало высшее руководство СССР: Генеральный секретарь ЦК КПСС Леонид Брежнев, Председатель Совета министров СССР Алексей Косыгин, Председатель Президиума ВС СССР Николай Подгорный с ближайшими соратниками.
Перед началом пятого поединка, во время объявления хоккеистов, Фил Эспозито поскользнулся и упал прямо на пятую точку. Однако канадец не растерялся и, встав на одно колено, отдал поклон болельщикам, заслужив тем самым аплодисменты. Третьяк потом по этому поводу вспоминал: «Если бы я или кто-либо другой из моих одноклубников упал вот так, то мы не нашли бы себе места со стыда. Мы бы никогда не сделали так, как Фил Эспозито, — как артист, с такой элегантностью». По утверждению самого Эспозито, он перехватил с трибуны взгляд самого Брежнева и послал воздушный поцелуй ему.
Хоккейные сборные извлекли уроки из предыдущих встреч. Так, канадские защитники избегали риска и вели строго позиционную игру, а советские защитники теперь не просто точно отдавали пас своим нападающим, но активно шли вперёд в зону канадцев и бросали по воротам от синей линии. В конце первого периода Жильбер Перро, получив пас от Рода Жильбера, обошёл Рагулина, буквально выложил шайбу на открывшегося Паризе, и Жан-Поль послал её в ворота мимо Третьяка. На 23-й минуте Хендерсон нашёл пасом ушедшего от опеки Бобби Кларка, и тот, срезав угол, вышел на Третьяка и протолкнул шайбу у него между ног. 2:0. Затем на 32-й минуте уже сам Хендерсон довёл счёт до 3:0, забросив отскочившую от вратаря шайбу.
После второго периода канадский журналист Билл Гуд взял у голкипера Драйдена интервью для канадского телевидения. Он спросил, трудно ли им будет сохранить перевес в счёте в последней двадцатиминутке. «Нет. Сейчас на нас начал действовать привычный адреналин: усталости не ощущаешь, когда тебя как сумасшедшие подбадривают три тысячи болельщиков», — ответил Драйден.
В третьем периоде канадцы оказались не готовы продолжать тактику давления в передней зоне, которая оправдала себя в первых двух периодах. Они перешли к обороне, позволяя сборной СССР вводить шайбу в свою зону. Сокращать разрыв начал опытный защитник Кузькин — он начал атаку, которую завершил Блинов. 3:1. И хотя Хендерсон с Кларком вскоре восстановили разрыв в три шайбы, с середины последнего периода канадцы практически не атаковали.
На 50-й минуте Анисин подправил шайбу после броска защитника Ляпкина. 4:2. Затем, спустя всего восемь секунд, шайбу подхватил Шадрин и сократил разрыв до 4:3. На 52-й минуте защитник Гусев завершил атаку, начатую Харламовым, — 4:4, а затем Викулов, красиво выиграв единоборство в углу канадской зоны, вышел один на один с Тони Эспозито и спокойно переиграл голкипера — 4:5.
Забив пять голов с 11 бросков, советская команда шокировала родоначальников хоккея, одержав третью победу в пяти матчах. Тем не менее, канадские болельщики провожали своих игроков овацией. Тренер канадцев Гарри Синден был настолько разочарован результатом игры, что не пришёл на послематчевую пресс-конференцию
| 22 сентября 1972 года | СССР | 5 : 4 (0:1, 0:2, 5:1) | Канада | Дворец спорта, Москва, СССР Зрителей: 15 000 |

| Отчёт | Отчёт                               | Отчёт | Отчёт         | Отчёт                                            |
| --- | ----------------------------------- | --- | ------------- | ------------------------------------------------ |
| |                                     | |               |                                                  |
| | Третьяк                             | Вратари | Тони Эспозито | Судьи: Уве Дальберг (Швеция) Рудольф Батя (ЧССР) |
| | Голы:                               | |               | Судьи: Уве Дальберг (Швеция) Рудольф Батя (ЧССР) |
| Блинов (Петров, Кузькин) 43:34 Анисин (Ляпкин, Якушев) 49:05 Шадрин (Анисин) 49:13 Гусев (Рагулин, Харламов) 51:41 Викулов (Харламов) 54:46 | 0:1 0:2 0:3 1:3 1:4 2:4 3:4 4:4 5:4 | 15:30 Паризе (Перро, Жильбер) 22:36 Кларк (Хендерсон) 31:58 Хендерсон (Лапуант, Кларк) 44:56 Хендерсон (Кларк) |               | Судьи: Уве Дальберг (Швеция) Рудольф Батя (ЧССР) |
| |                                     | |               | Судьи: Уве Дальберг (Швеция) Рудольф Батя (ЧССР) |
| |                                     | |               | Судьи: Уве Дальберг (Швеция) Рудольф Батя (ЧССР) |
| |                                     | |               | Судьи: Уве Дальберг (Швеция) Рудольф Батя (ЧССР) |
| 10 мин | Штраф                               | 10 мин |               | Судьи: Уве Дальберг (Швеция) Рудольф Батя (ЧССР) |
| |                                     | |               |                                                  |
| | 33 (9+13+11)                        | Броски | 37 (12+13+12) |                                                  |

- Лучшие игроки матча: СССР — Петров и Якушев; Канада — Тони Эспозито и Хендерсон.

### Шестая игра

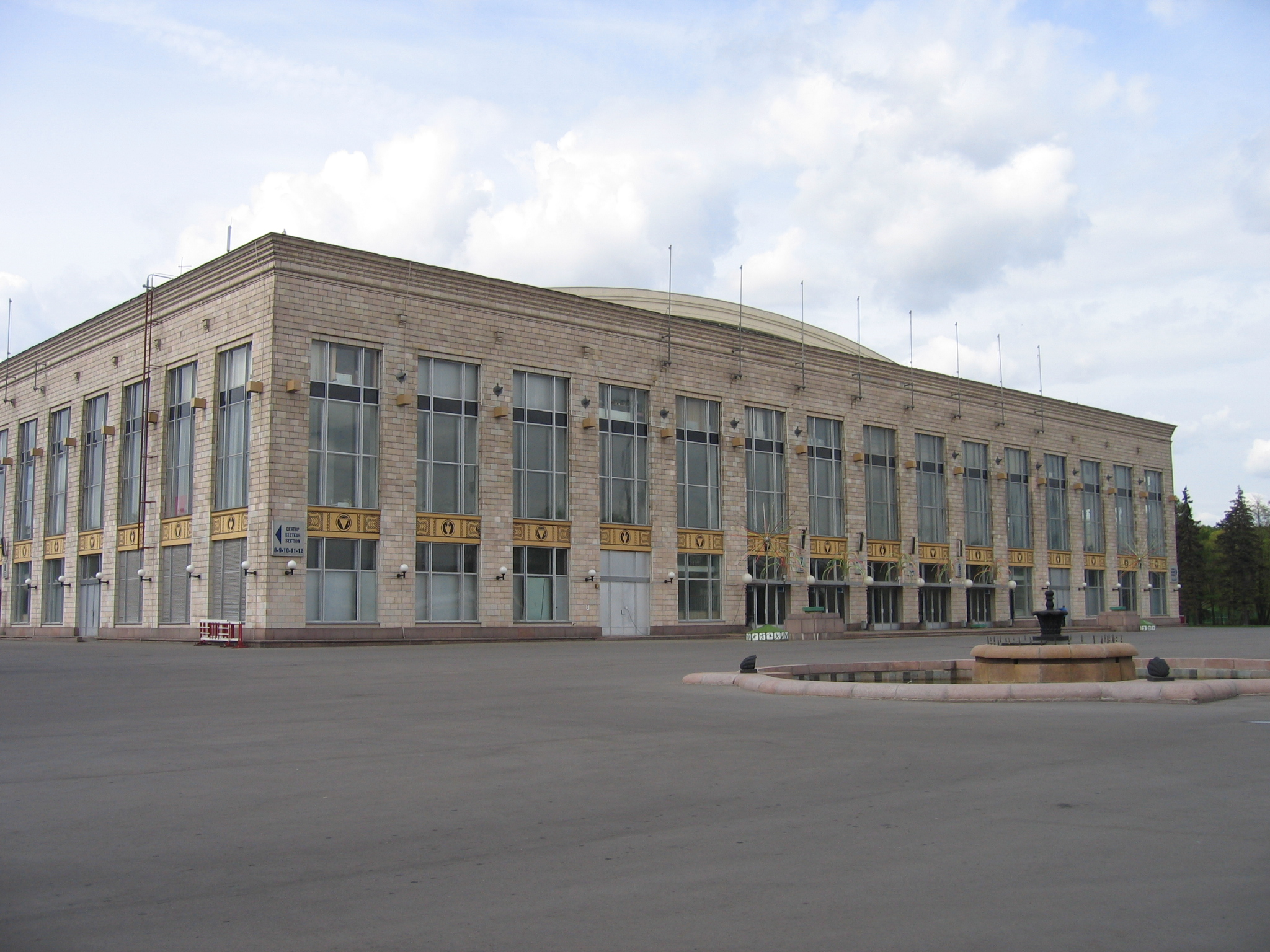
Дворец спорта в Лужниках, где прошли все московские матчи Суперсерии

Перед вторым московским матчем атмосфера в обоих лагерях с точностью до наоборот повторяла предстартовую канадскую. Теперь уже болельщики в Советском Союзе требовали от своих хоккеистов только победы. А канадцам, стоявшим на грани поражения в серии, не оставалось ничего иного, как выиграть все оставшиеся встречи. Добиться этого они решили, применив в шестой игре своё главное оружие — игру с нарушениями правил, запугивание и нанесение травм. Впрочем, центральный нападающий из «Баффало» Перро выбрал другой вариант — он решил улететь домой, посчитав, что тренеры дают ему слишком мало игрового времени (сыграл только два матча из шести).
С самого начала матча советские хоккеисты начали штурмовать ворота. Где-то в середине первого периода канадцам почти шесть минут подряд пришлось играть в меньшинстве, но здесь Драйден взял несколько очень трудных бросков. В конце периода североамериканцам повезло, когда Харламов, находившийся в углу вратарской площадки, бросил по почти пустым воротам, но попал в штангу.
В самом начале второго периода сборная СССР открыла счёт. После броска Ляпкина от синей линии шайба изменила направление, отскочив от конька, и влетела в дальний угол ворот. На это гости, воспользовавшись ошибками соперников в обороне, ответили тремя шайбами в течение 83 секунд в первой половине второго периода. Первый гол забил Деннис Халл, перехвативший шайбу и пославший её мимо Третьяка; вторую шайбу забросил с отскока Курнуайе, и, наконец, третий гол забил Пол Хендерсон. Канадцы повели 3:1. На 38-й минуте Якушев наконец-то реализовал численное преимущество. Под занавес второй двадцатиминутки, казалось, Харламов выравнял положение, однако судьи не засчитали гол, объявив, что шайба угодила в штангу, после чего оказалась под ловушкой Драйдена.
В раздевалке канадцы, по воспоминаниям Драйдена, дико переругались. Они понимали, что теряют контроль над собой и что это грозит поражением. Из психологических соображений Г.Синден перед началом третьего периода продержал игроков в раздевалке на пять минут дольше положенного.
В последней двадцатиминутке канадцы действовали строго позиционно. И победный для них счёт сохранили. Благо, что в меньшинстве играли только раз, и только 2 минуты. Как бы ни возмущались руководители канадской сборной по поводу действий двух судей из ФРГ, многие удаления в их составе были полностью оправданны.
В этом матче канадцы устроили настоящую охоту за Валерием Харламовым, применяя против него грязные силовые приемы. Особенно преуспел Бобби Кларк: в одном из эпизодов игры он нанёс рубящий удар крюком клюшки в область лодыжки Валерия, чуть выше верхнего края ботинка.
Сам канадец так отзывался об этом эпизоде:
Мы шли параллельными курсами, и Харламов толкнул меня клюшкой, а потом развернулся и уехал. Я его догнал и тяпнул по ноге, совершенно не думая, куда и как бью. <…> Я игрок жёсткий и уважаю жёсткость в других. Но если меня „трогают“ клюшкой, я делаю то же самое.
Однако Харламов в этот момент занимался обводкой, отдавая пас назад. При этом Кларк не был удалён до конца игры, а получил только штраф 2+10.
Есть версия, что Джон Фергюссон, помощник старшего тренера сборной Канады, зная особенности игры Кларка, рекомендовал ему «придержать» советского хоккеиста, особенно учитывая тот факт, что Харламов играл с травмой ноги. Позже Кларк хвастливо заявил: «Если бы я иногда не прикладывал их „двуручником“, я так бы и остался в местечке Флин Флон, Манитоба». Гарри Синден отрицал, что он знал о намерениях Кларка, но при этом сказал: «Травма Харламова сыграла большую роль в конечном результате. Теряя свою „звезду“, команда становится не такой сильной, а мы просто не могли его удержать. Без Харламова Советы не стали лучше».
После двух матчей в Москве счёт в Серии-72 стал +3, =1, −2 в пользу сборной СССР. Причём к третьей встрече тренеры сборной СССР остались без Валерия Харламова.
| 24 сентября 1972 года | СССР | 2 : 3 (0:0, 2:3, 0:0) | Канада | Дворец спорта, Москва, СССР Зрителей: 15 000 |

| Отчёт                                                              | Отчёт               | Отчёт                                                             | Отчёт      | Отчёт                                          |
| ------------------------------------------------------------------ | ------------------- | ----------------------------------------------------------------- | ---------- | ---------------------------------------------- |
|                                                                    |                     |                                                                   |            |                                                |
|                                                                    | Третьяк             | Вратари                                                           | Драйден    | Судьи: Франц Баадер (ФРГ) Йозеф Компалла (ФРГ) |
|                                                                    | Голы:               |                                                                   |            | Судьи: Франц Баадер (ФРГ) Йозеф Компалла (ФРГ) |
| Ляпкин (Якушев, Шадрин) 21:12 Якушев (Шадрин, Ляпкин) (бол.) 37:11 | 1:0 1:1 1:2 1:3 2:3 | 25:13 Д. Халл (Жильбер) 26:21 Курнуайе (Беренсон) 26:36 Хендерсон |            | Судьи: Франц Баадер (ФРГ) Йозеф Компалла (ФРГ) |
|                                                                    |                     |                                                                   |            | Судьи: Франц Баадер (ФРГ) Йозеф Компалла (ФРГ) |
|                                                                    |                     |                                                                   |            | Судьи: Франц Баадер (ФРГ) Йозеф Компалла (ФРГ) |
|                                                                    |                     |                                                                   |            | Судьи: Франц Баадер (ФРГ) Йозеф Компалла (ФРГ) |
| 4 мин                                                              | Штраф               | 31 мин                                                            |            | Судьи: Франц Баадер (ФРГ) Йозеф Компалла (ФРГ) |
|                                                                    |                     |                                                                   |            |                                                |
|                                                                    | 29 (12+8+9)         | Броски                                                            | 22 (7+8+7) |                                                |

- Лучшие игроки матча: СССР — Лутченко и Якушев; Канада — Драйден и Бергмэн.

### Седьмая игра
Накануне игры состоялась встреча канадской и советской делегаций во Дворце спорта, где канадцами были высказаны претензии в адрес работы арбитров Йозефа Компаллы и Франца Баадера в 6-й игре. Канадцы поставили условие — эти арбитры не должны судить в следующей игре, иначе сборная Канады не выйдет на 8-ю игру. Это условие было принято.
Тем не менее, канадцы ответственно готовились к игре. Гарри Синден так описывал тактическую подготовку к ней:
Перед матчем мы сделали одну значительную перестановку, которая оказалась очень полезной. В ходе последних двух игр русские не упускали Эспозито, поэтому он не забивал шайб. Его контролировал Петров. Тогда мы решили перехитрить их, играя четырьмя линиями. Мы знали, что наши соперники вряд ли станут разбивать свою команду, чтобы противостоять этому.
В седьмом матче сборная Советского Союза играла без травмированного Харламова (его заменил Мишаков), на лёд вернулись Блинов и Кузькин. Советская команда показала хорошую атакующую игру, однако отлично отыграл матч голкипер канадцев Тони Эспозито.
Уже на пятой минуте Фил Эспозито открыл счёт. В середине периода Александр Якушев, обыграв Парка, застал врасплох Тони Эспозито. Вскоре Петров при игре в большинстве вывел сборную СССР вперёд — 2:1. Однако Савар опять дал пас Филу Эспозито, и даже Мишаков, зацепивший клюшкой канадца, не помешал ему сравнять счёт — 2:2.
Во второй двадцатиминутке голов не было. Игроки в основном проводили время на скамейке штрафников. Арбитры пять раз отправляли на скамейку штрафников канадцев и трижды — советских хоккеистов.
В начале третьего периода Род Жильбер, выехав из-за ворот, вогнал шайбу в сетку между ног Третьяка. Через три минуты вновь Якушев сравнял счёт — 3:3.
К концу матча нервное напряжение хоккеистов вылилось в первую настоящую драку, завязавшуюся после обмена ударами между Борисом Михайловым и Гари Бергмэном за три с небольшим минуты до финальной сирены. Во время драки Михайлов несколько раз пытался ударить Бергмэна коньком, что с точки зрения канадцев абсолютно недопустимо на хоккейной площадке. Оба отправились на скамейку штрафников на пять минут.
Казалось, что матч закончится вничью, но тут дала трещину защита сборной СССР. Савар завладел шайбой в середине площадки и отдал пас Хендерсону. Пересекая синюю линию, он сделал обманное движение, переиграв защитника Геннадия Цыганкова, и вышел один на один с Третьяком, бросив в падении шайбу точно под перекладину.
Канадская команда вырвала третью победу, уравняв положение в серии. Последний матч становился решающим.
| 26 сентября 1972 года | СССР | 3 : 4 (2:2, 0:0, 1:2) | Канада | Дворец спорта, Москва, СССР Зрителей: 15 000 |

| Отчёт                                                                                                  | Отчёт                       | Отчёт | Отчёт         | Отчёт                                            |
| --- | --------------------------- | --- | ------------- | ------------------------------------------------ |
| |                             | |               |                                                  |
| | Третьяк                     | Вратари | Тони Эспозито | Судьи: Уве Дальберг (Швеция) Рудольф Батя (ЧССР) |
| | Голы:                       | |               | Судьи: Уве Дальберг (Швеция) Рудольф Батя (ЧССР) |
| Якушев (Шадрин, Ляпкин) 10:17 Петров (Викулов, Цыганков) (бол.) 16:27 Якушев (Мальцев, Лутченко) 45:15 | 0:1 1:1 2:1 2:2 2:3 3:3 3:4 | 04:09 Ф. Эспозито (Эллис, Хендерсон) 17:34 Ф. Эспозито (Савар, Паризе) 42:13 Жильбер (Рателль, Д. Халл) 57:54 Хендерсон (Савар) |               | Судьи: Уве Дальберг (Швеция) Рудольф Батя (ЧССР) |
| |                             | |               | Судьи: Уве Дальберг (Швеция) Рудольф Батя (ЧССР) |
| |                             | |               | Судьи: Уве Дальберг (Швеция) Рудольф Батя (ЧССР) |
| |                             | |               | Судьи: Уве Дальберг (Швеция) Рудольф Батя (ЧССР) |
| 14 мин                                                                                                 | Штраф                       | 22 мин |               | Судьи: Уве Дальберг (Швеция) Рудольф Батя (ЧССР) |
| |                             | |               |                                                  |
| | 31 (6+13+12)                | Броски | 25 (9+7+9)    |                                                  |

- Лучшие игроки матча: СССР — Михайлов и Якушев; Канада — Ф.Эспозито и Уайт.

### Восьмая игра
Решающий матч серии, с которого, как потом многие говорили, началась новая хоккейная эпоха, прошёл 28 сентября. В воротах сборной Канады место занял Драйден, в СССР — как обычно, Третьяк.
Матч был на грани срыва из-за разногласий по вопросу, кто же должен судить встречу. Алан Иглсон вновь пригрозил уехать, не сыграв восьмую игру, и его поддержало большинство игроков. Руководители советской команды настаивали на паре судей из ФРГ, обслуживавших шестую игру и вызвавших ярость канадцев, гости — на паре из Чехословакии и Швеции. Лишь за несколько часов до игры удалось найти компромисс — каждая из команд выбрала по одному судье.
Не игравший в прошлом матче Харламов на последнюю встречу всё-таки вышел. Борис Кулагин полагал, что канадцы прикрепят к Харламову опекуна, освободив тем самым его партнёров по сборной СССР.
Уже в самом начале матча канадцы остались втроем. Сперва на 3-й минуте чехословацкий судья Батя наказал малым штрафом за подножку Уайта. Через 36 секунд германский судья Компалла отправил вслед за Уайтом Пита Маховлича за задержку соперника. Сборной СССР потребовалось чуть более 30 секунд, чтобы реализовать численный перевес.
Меньше чем через минуту произошёл следующий инцидент: в районе синей линии соперника Жан-Поль Паризе прихватил советского игрока и тут же отпустил. По воспоминаниям Драйдена, «находившийся ближе всех к месту происходящего Компалла показал жестом, что нарушения нет и игра может продолжаться. Но Батя, который стоял примерно в пятидесяти футах в стороне, поднял правую руку и указал на Паризе, что означало двухминутный штраф». Сам Компалла позднее утверждал, что нарушение определил именно он, что подтверждается и видео матча.
Вскоре зрители матча стали свидетелем такой сцены — Паризе начал стучать клюшкой об лед и поехал по направлению к Компалле. Вблизи арбитра он замахнулся, чтобы нанести ему удар клюшкой, но, к счастью, остановился в последний момент. Со слов самого Паризе, ситуация развивалась следующим образом:
Я атаковал русского игрока с шайбой; Компалла зафиксировал атаку игрока, не владеющего шайбой. Я совершенно спокойно и вежливо заметил, что игрок владел шайбой, и тут же получил от Компаллы десятиминутный штраф и удаление до конца игры. И тут я взбесился. Мне всегда неприятно вспоминать тот момент, у меня не было намерения ударить его, ведь иногда вы говорите «убить готов», хотя вовсе не собираетесь это делать. Это был просто взрыв эмоций.
Несколько минут потребовалось, чтобы страсти на площадке улеглись. Служители Дворца спорта убрали со льда лишние предметы (в том числе стул, выброшенный со скамьи сборной Канады). На 7-й минуте Батя удалил за блокировку Цыганкова. Эспозито, забытый всеми обороняющимися на пятачке, сравнял счёт через 17 секунд. 1:1.
На 13-й минуте советский защитник Владимир Лутченко дальним броском реализовал большинство, но Канада свела первый период вничью благодаря комбинации, которую завершил защитник Брэд Парк.
Через 21 секунду после начала второго периода Якушев с Шадриным организовали атаку, закончившуюся голом. Якушев издали верхом бросил шайбу в сторону ворот, сетка (заменитель плексигласовых экранов за воротами) выбросила её прямо на дальний пятачок перед воротами Драйдена, откуда Шадрин щелчком переправил шайбу в цель. 3:2 — сборная СССР в третий раз в матче вышла вперёд.
Билл Уайт на 31-й минуте сравнял счёт. Канадцы помчались вперёд, а шайба, посланная вслед, рикошетом отскочила к задержавшемуся в зоне сборной Канады Якушеву. Точный бросок в угол — и счёт уже 4:3 в пользу сборной СССР. На 37-й минуте защитник советской команды Васильев при игре в большинстве довёл счёт до 5:3.
Несмотря на счёт, канадцы неплохо вошли в игру после второго перерыва. Североамериканцев вперёд повёл Фил Эспозито. Он отыграл невероятный период; тренер Гарри Синден назвал тот третий период «его звёздным часом». На 43-й минуте Эспозито получил от Пита Маховлича шайбу метрах в трёх-четырёх перед воротами Третьяка. Остановив шайбу рукой, он сбросил её себе точно на крюк. И разрыв сократился до 5:4.
Минуту спустя после гола Эспозито напряжение игры вылилось в драку Евгения Мишакова и Рода Жильбера. Канадцы окружили дерущихся плотным кольцом, не подпуская даже советских хоккеистов. В драке сначала Бергман уложил на лёд Мишакова (вцепившись ему пальцами в нос), а дальше канадцы дали возможность продолжить битву Жильберу. Когда две конфликтующие стороны были всё-таки отлеплены друг от друга, Мишаков со сбитым набок шлемом стал, сбросив перчатки, приглашать Жильбера на продолжение кулачной дуэли один на один. Жильбер на это только отмахнулся. В 1987 году, на 15-летии Суперсерии, Мишаков спросил своего визави, почему тот не принял вызов. «Ты бы меня убил», — ответил экс-форвард канадцев. Обоих игроков удалили на 5 минут.
Вскоре за силовой прием против Кларка малый штраф получил Васильев. Советские игроки оказались втроем. На поле вышли Лутченко, Цыганков и Петров, которого советские тренеры нередко выпускали, когда команда играла в меньшинстве. Не прогадали и на этот раз: Петров ухитрился контратаковать, а защищался столь отчаянно, что даже потерял клюшку. В итоге, канадцы не сумели реализовать большинство.
На 13-й минуте 3-го периода сборной Канады удалось сравнять счёт. Эспозито сумел уйти от двух защитников и проверил Третьяка хорошим броском. Третьяк отбил шайбу, но Курнуайе удачно сыграл на добивании. Тем не менее, судья за воротами не зажёг красную лампу. Это спровоцировало бурю эмоций Алана Иглсона, одного из руководителей сборной Канады, находившегося на трибунах. Он сделал попытку пробраться к судье, но был остановлен советскими милиционерами, находившимся в Лужниках вдоль бортов. Они схватили Иглсона и стали волоком тащить его обратно. В этот момент ему на помощь пришёл Питер Маховлич, кинувшийся к нему через всю площадку и перемахнувший через бортик, и ставший кричать и тыкать в милиционеров клюшкой. Ему на помощь быстро подошли товарищи по команде. Игроки сопроводили Иглсона до скамейки сборной. Иглсон в это время потрясал кулаком и показывал неприличный жест, согнув руку в локте, в направлении судьи и трибун, а помощники Синдена Джон «Фрости» Форристол и Джо Сгро, одетый во всё красное, показывали в том же направлении другой непристойный жест. Комментатор Николай Озеров произнёс ставшую легендарной фразу «Такой хоккей нам не нужен!».
Счёт 5:5, приносивший победу в Суперсерии — благодаря лучшей разнице шайб — сборной СССР, держался до последней минуты. При этом игроки сборной СССР были не в лучшем психологическом состоянии — они старались удержать ничью, и это отлично видели канадцы. Г.Синден отмечал: «Вместо постоянного наступления, которое их никогда не подводило, русские стали откатываться назад. Это предоставило нам лучшие возможности… Теперь, более чем когда-либо раньше, мои парни были настроены победить»:51.
На последней минуте, за 34 секунды до конца игры, произошёл, как говорят в Канаде, «величайший момент в спортивной истории страны». Иван Курнуайе, перехватив шайбу, отдал её Полу Хендерсону, который сменил Пита Маховлича. Однако пас прошёл за Хендерсоном, которому поставили подножку и оттеснили в борт. К счастью для Канады, Фил Эспозито продолжал игру. Он бросил шайбу в Третьяка, которую тот легко отбил, но в этот момент Хендерсон поднялся на ноги и бросил по воротам. Третьяк отбил и этот бросок, но Хендерсону следующим броском удалось добить шайбу в ворота.
Когда канадцы забили победный гол, красная лампа за воротами Третьяка в очередной раз не зажглась. Но на этот раз никто не обратил внимания на очередную оплошность — настолько очевидным был гол.
Когда зазвучала финальная сирена, 3000 канадских болельщиков запели «O Canada», а игроки высыпали на лёд, некоторые из них плакали, что редкость среди профессионалов НХЛ, даже после завоевания Кубка Стэнли. Советская команда упустила преимущество, потерпев третье поражение подряд, а с ним уступив в сумме и во всей серии.
| 28 сентября 1972 года | СССР | 5 : 6 (2:2, 3:1, 0:3) | Канада | Дворец спорта, Москва, СССР Зрителей: 15 000 |

| Отчёт | Отчёт                                       | Отчёт | Отчёт        | Отчёт                                           |
| --- | ------------------------------------------- | --- | ------------ | ----------------------------------------------- |
| |                                             | |              |                                                 |
| | Третьяк                                     | Вратари | Драйден      | Судьи: Рудольф Батя (ЧССР) Йозеф Компалла (ФРГ) |
| | Голы:                                       | |              | Судьи: Рудольф Батя (ЧССР) Йозеф Компалла (ФРГ) |
| Якушев (Мальцев, Ляпкин) (бол.) 03:34 Лутченко (Харламов) (бол.) 13:10 Шадрин 20:21 Якушев 31:43 Васильев (бол.) 36:44 | 1:0 1:1 2:1 2:2 3:2 3:3 4:3 5:3 5:4 5:5 5:6 | 06:45 (бол.) Ф. Эспозито (Парк) 16:50 Парк (Рателль, Д. Халл) 30:32 Уайт (Жильбер, Рателль) 42:27 Ф. Эспозито (П. Маховлич) 52:56 Курнуайе (Ф. Эспозито, Парк) 59:26 Хендерсон (Ф. Эспозито) |              | Судьи: Рудольф Батя (ЧССР) Йозеф Компалла (ФРГ) |
| |                                             | |              | Судьи: Рудольф Батя (ЧССР) Йозеф Компалла (ФРГ) |
| |                                             | |              | Судьи: Рудольф Батя (ЧССР) Йозеф Компалла (ФРГ) |
| |                                             | |              | Судьи: Рудольф Батя (ЧССР) Йозеф Компалла (ФРГ) |
| 14 мин | Штраф                                       | 26 мин |              | Судьи: Рудольф Батя (ЧССР) Йозеф Компалла (ФРГ) |
| |                                             | |              |                                                 |
| | 27 (12+10+5)                                | Броски | 36 (14+8+14) |                                                 |

- Лучшие игроки матча: СССР — Шадрин и Якушев; Канада — Хендерсон и Парк.

По утверждению Михайлова, «горячего» разбора полётов по итогам игры в раздевалке не произошло; Всеволод Бобров лишь произнёс: «Пижоны вы, впервые вижу игроков, которые добровольно отказались от машин».
По окончании «московской» серии игр сборная Канады вылетела в Прагу, где 30 сентября провела выставочный матч со сборной Чехословакии, действующим чемпионом мира 1972 года. Игра завершилась вничью 3:3, при этом канадцы снова ушли от поражения только в самом конце игры — за 30 секунд до финальной сирены шайбу забросил Фил Эспозито.

## Статистика хоккеистов
Все хоккеисты сборной СССР, за исключением Вячеслава Солодухина, представлявшего ленинградский СКА, выступали за четыре московских клуба:
ЦСКА — 13 игроков,
«Спартак» — 7,
«Крылья Советов» — 4,
«Динамо» — 2.
Все четыре тройки нападения были давно уже наиграны либо в клубах (Михайлов — Петров — Блинов, Зимин — Шадрин — Якушев, Лебедев — Анисин — Бодунов), либо в сборной (Викулов — Мальцев — Харламов играли вместе на чемпионате мира в Праге весной 1972 года). Почти то же можно сказать и о 7 защитниках из 9.
Из 14 клубов, выступавших в сезоне 1971/72 годов в НХЛ, в канадской сборной были представлены 10: 6 хоккеистов — из «Монреаль Канадиенс», по 5 — из «Бостон Брюинз», «Нью-Йорк Рейнджерс», «Чикаго Блэкхокс», 4 — из «Детройт Ред Уингз», 3 — из «Торонто Мейпл Лифс», по 2 — из «Ванкувер Кэнакс», «Баффало Сейбрз», «Миннесота Норт Старз», 1 — из «Филадельфия Флайерз». Из 20 форвардов только Жильбер, Рателль и Хэдфилд из «Рейнджерс» составляли готовую тройку.
| СССР                                           | СССР | СССР | СССР | СССР | СССР  | Канада                                             | Канада | Канада | Канада | Канада | Канада |
| вратари:                                       | И    | Поб  | Пор  | ШВ   | S%    | вратари:                                           | И      | Поб    | Пор    | ШВ     | S%     |
| Владислав Третьяк (№ 20) (ЦСКА)                | 8    | 3    | 4    | 0    | 0.884 | Тони Эспозито (№ 35) (Чикаго Блэкхокс)             | 4      | 2      | 1      | 0      | 0.882  |
| Виктор Зингер (№ 1) (Спартак)                  | —    | —    | —    | —    | —     | Кен Драйден (№ 29) (Монреаль Канадиенс)            | 4      | 2      | 2      | 0      | 0.838  |
| Александр Сидельников (№ 27) (Крылья Советов)  | —    | —    | —    | —    | —     | Эд Джонстон (№ 1) (Бостон Брюинз)                  | —      | —      | —      | —      | —      |
| Александр Пашков (Динамо)                      | —    | —    | —    | —    | —     | —                                                  | —      | —      | —      | —      | —      |
| защитники:                                     | И    | Г+П  | О    | ШВ   | +/-   | защитники:                                         | И      | Г+П    | О      | ШВ     | +/-    |
| Юрий Ляпкин (№ 25) (Спартак)                   | 6    | 1+5  | 6    | 0    | +3    | Брэд Парк (№ 5) (Нью-Йорк Рейнджерс)               | 8      | 1+4    | 5      | 2      | +4     |
| Владимир Лутченко (№ 3) (ЦСКА)                 | 8    | 1+3  | 4    | 0    | -1    | Гэри Бергман (№ 2) (Детройт Ред Уингз)             | 8      | 0+3    | 3      | 13     | +5     |
| Валерий Васильев (№ 6) (Динамо)                | 5    | 1+2  | 3    | 6    | +1    | Билл Уайт (№ 17) (Чикаго Блэкхокс)                 | 7      | 1+1    | 2      | 8      | +7     |
| Геннадий Цыганков (№ 7) (ЦСКА)                 | 8    | 0+2  | 2    | 6    | -5    | Серж Савар (№ 23) (Монреаль Канадиенс)             | 5      | 0+2    | 2      | 0      | -1     |
| Александр Гусев (№ 2) (ЦСКА)                   | 6    | 1+0  | 1    | 2    | -1    | Ги Лапуэнт (№ 25) (Монреаль Канадиенс)             | 7      | 0+1    | 1      | 6      | -3     |
| Александр Рагулин (№ 5) (ЦСКА)                 | 6    | 0+1  | 1    | 4    | -2    | Микки Редмонд (№ 24) (Детройт Ред Уингз)           | 1      | 0+0    | 0      | 0      | -1     |
| Виктор Кузькин (№ 4) (ЦСКА)                    | 7    | 0+1  | 1    | 8    | -5    | Дон Оури (№ 26) (Бостон Брюинз)                    | 2      | 0+0    | 0      | 0      | -2     |
| Юрий Шаталов (№ 14) (Крылья Советов)           | 2    | 0+0  | 0    | 0    | +1    | Род Силинг (№ 16) (Нью-Йорк Рейнджерс)             | 3      | 0+0    | 0      | 0      | -6     |
| Евгений Паладьев (№ 26) (Спартак)              | 3    | 0+0  | 0    | 0    | +2    | Пэт Стэплтон (№ 3) (Чикаго Блэкхокс)               | 7      | 0+0    | 0      | 6      | +6     |
| нападающие:                                    | И    | Г+П  | О    | ШВ   | +/-   | нападающие:                                        | И      | Г+П    | О      | ШВ     | +/-    |
| Александр Якушев (№ 15) (Спартак) (ЛФ)         | 8    | 7+4  | 11   | 4    | +5    | Фил Эспозито (№ 7) (Бостон Брюинз) (ЦФ)            | 8      | 7+6    | 13     | 15     | +2     |
| Владимир Шадрин (№ 19) (Спартак) (ЦФ)          | 8    | 3+5  | 8    | 0    | +7    | Пол Хендерсон (№ 19) (Торонто Мейпл Лифс) (ЛФ)     | 8      | 7+3    | 10     | 4      | +6     |
| Валерий Харламов (№ 17) (ЦСКА) (ЛФ)            | 7    | 3+5  | 8    | 16   | 0     | Бобби Кларк (№ 28) (Филадельфия Флайерз) (ЦФ)      | 8      | 2+4    | 6      | 18     | +2     |
| Владимир Петров (№ 16) (ЦСКА) (ЦФ)             | 8    | 3+3  | 6    | 10   | -6    | Иван Курнуайе (№ 12) (Монреаль Канадиенс) (ПФ)     | 8      | 3+2    | 5      | 2      | 0      |
| Борис Михайлов (№ 13) (ЦСКА) (ПФ)              | 8    | 3+2  | 5    | 9    | -4    | Деннис Халл (№ 10) (Чикаго Блэкхокс) (ЛФ)          | 4      | 2+2    | 4      | 4      | +4     |
| Александр Мальцев (№ 10) (Динамо) (ЦФ)         | 8    | 0+5  | 5    | 0    | -6    | Жан-Поль Паризе (№ 22) (Миннесота Норт Старз) (ЛФ) | 6      | 2+2    | 4      | 28     | +1     |
| Вячеслав Анисин (№ 22) (Крылья Советов) (ЦФ)   | 7    | 1+3  | 4    | 2    | +3    | Род Жильбер (№ 8) (Нью-Йорк Рейнджерс) (ПФ)        | 6      | 1+3    | 4      | 9      | +1     |
| Евгений Зимин (№ 11) (Спартак) (ПФ)            | 2    | 2+1  | 3    | 2    | +1    | Жан Ратель (№ 18) (Нью-Йорк Рейнджерс) (ЦФ)        | 6      | 1+3    | 4      | 0      | -2     |
| Юрий Блинов (№ 9) (ЦСКА) (ЛФ)                  | 5    | 2+1  | 3    | 2    | -2    | Рон Эллис (№ 6) (Торонто Мейпл Лифс) (ПФ)          | 8      | 0+3    | 3      | 8      | +3     |
| Владимир Викулов (№ 18) (ЦСКА) (ПФ)            | 6    | 2+1  | 3    | 6    | -8    | Жильбер Перро (№ 33) (Баффало Сейбрз) (ЦФ)         | 2      | 1+1    | 2      | 0      | +2     |
| Юрий Лебедев (№ 23) (Крылья Советов) (ПФ)      | 3    | 1+0  | 1    | 2    | -2    | Билл Голдсуорси (№ 9) (Миннесота Норт Старз) (ПФ)  | 3      | 1+1    | 2      | 4      | 0      |
| Александр Бодунов (№ 24) (Крылья Советов) (ЛФ) | 3    | 1+0  | 1    | 0    | -1    | Фрэнк Маховлич (№ 27) (Монреаль Канадиенс) (ЛФ)    | 6      | 1+1    | 2      | 0      | -2     |
| Александр Мартынюк (№ 29) (Спартак) (ПФ)       | 1    | 0+0  | 0    | 0    | 0     | Пит Маховлич (№ 20) (Монреаль Канадиенс) (ЦФ)      | 7      | 1+1    | 2      | 4      | +1     |
| Вячеслав Солодухин (№ 21) (СКА) (ЦФ)           | 1    | 0+0  | 0    | 0    | -2    | Уэйн Кэшмен (№ 14) (Бостон Брюинз) (ПФ)            | 2      | 0+2    | 2      | 14     | +2     |
| Вячеслав Старшинов (№ 8) (Спартак) (ЦФ)        | 1    | 0+0  | 0    | 0    | -1    | Стэн Микита (№ 21) (Чикаго Блэкхокс) (ЦФ)          | 2      | 0+1    | 1      | 0      | +1     |
| Александр Волчков (№ 30) (ЦСКА) (ЦФ)           | 3    | 0+0  | 0    | 0    | 0     | Ред Беренсон (№ 15) (Детройт Ред Уингз) (ЛФ)       | 2      | 0+1    | 1      | 0      | 0      |
| Евгений Мишаков (№ 12) (ЦСКА) (ЛФ)             | 6    | 0+0  | 0    | 11   | -7    | Вик Хэдфилд (№ 11) (Нью-Йорк Рейнджерс) (ЛФ)       | 2      | 0+0    | 0      | 0      | -3     |

Во всех восьми играх участвовали — Третьяк, Лутченко, Цыганков, Якушев, Шадрин, Мальцев, Петров и Михайлов; Парк, Бергман, Ф. Эспозито, Курнуайе. Больше всех шайб — по 7 — забросили Якушев, Ф. Эспозито и Хендерсон.
Канадцы произвели 254 броска, советские хоккеисты — 236. Канадские спортсмены получили 123 минуты штрафа, советские хоккеисты — 72 минуты.

## Значение суперсерии и её влияние на развитие хоккея
Значение игр между сборными СССР и Канады было оценено практически сразу. Канадские специалисты заявляли, что игрокам НХЛ придётся учиться играть в хоккей заново, важное внимание уделяя командной игре.
Советские специалисты обратили внимание на ряд элементов игры, которые сборной СССР не практиковались или использовались довольно слабо. Среди них — силовая борьба по всей площадке, умение играть в пас в условиях жёсткого прессинга, борьба на точке вбрасывания. В интервью журналу «Спортивные игры» Всеволод Бобров провёл сравнительный анализ сборных СССР и Канады. В московской серии матчей игроки сборной СССР превосходили канадцев в количестве атак на ворота (341—230), в числе сорванных атак (136-76), атак с ходу (172—134), в бросках по цели (249—192), однако уступили во вбрасываниях (286—242), силовых единоборствах, в точности бросков и в добивании шайбы. Сильной стороной канадцев Бобров назвал умение сосредоточиться и решение индивидуальных тактических задач, а советских хоккеистов — коллективную тактику и сыгранность звеньев. Он также отметил разницу советской и канадской школ бросков по воротам.
Хоккейные встречи такого уровня в дальнейшем неоднократно повторялись — на уровне сборных и клубных команд.

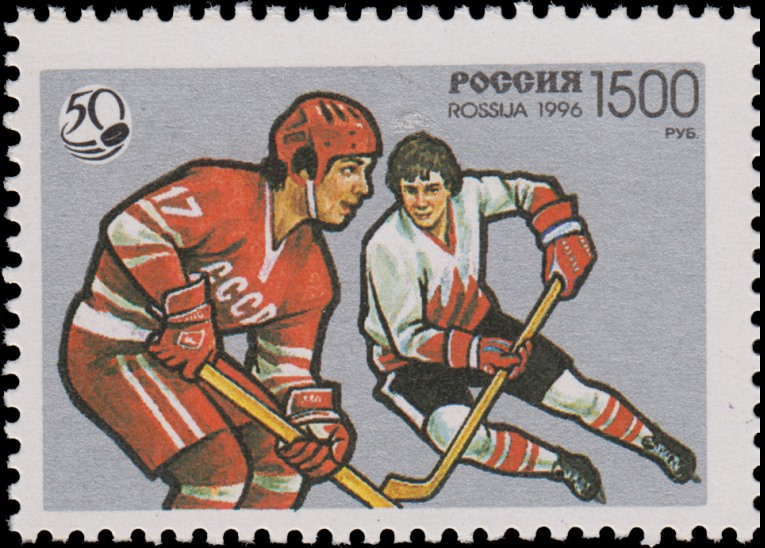
Почтовая марка. 50 лет отечественному хоккею. Первая встреча — команды СССР со сборной Канады в 1972 г.

## Память
8 ноября 2000 года в Торонто, вблизи Зала хоккейной славы, на углу улиц Янг и Фронт установлен мемориальный знак. Он представляет собой сооружение немногим более двух метров высотой с полным списком имен канадских игроков в алфавитном порядке, увенчанное изображением Хендерсона, радующегося победной шайбе в 8-й игре.
Спустя 40 лет была начата серия юбилейных игр в честь ознаменования начала Суперсерии.
Выпуск капитал-шоу «Поле чудес» от 6 сентября 2002 года специально к 30-летию Суперсерии с участием девяти игроков той серии (Борис Михайлов, Владимир Петров, Владислав Третьяк, Александр Якушев, Евгений Мишаков, Евгений Зимин, Александр Гусев, Александр Рагулин, Виктор Кузькин).

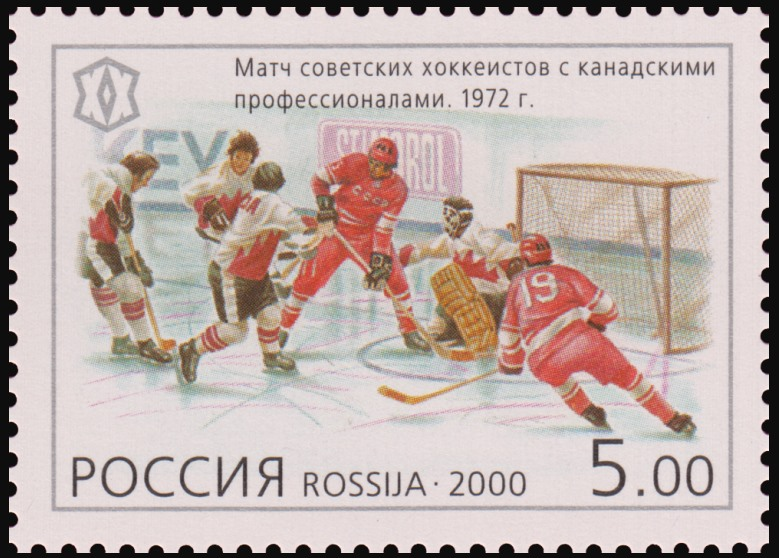

В 2000 году Почта России выпустила марку «Матч советских хоккеистов с канадскими профессионалами. 1972».
Первая игра серии является частью сюжетной линии фильма «Валерий Харламов. Дополнительное время» (2007/2008). Подготовка команды СССР и первая игра серии являются сюжетной основой фильма «Легенда № 17» (2013).
Фильм 2012 года «Хоккейные игры» приурочен к 40-летию Суперсерии 1972 года.
В 2022 году, к 50-летнему юбилею Суперсерии, петербургской группой «Past Day» выпущена музыкальная композиция «USSR-Canada 1972», в которой можно услышать фрагменты речи комментатора Николая Озерова.

## Документальное видео
- д/ф «Хоккей против хоккея» (1972, ЦСДФ)
- д/ф «Больше, чем хоккей» (2002, 7ТВ)
- д/ф «Большой хоккей. СССР-Канада. 30 лет» (2002, Первый канал)
- д/ф «'72 complete» (2007, Канада)
- д/ф «Битва титанов. Суперсерия-72» (2011, РТР)
- д/ф «И пусть канадским зовут хоккей» (2012, НТВ-плюс)
- д/ф «Холодная война на льду. Суперсерия-72» (2012, США)
- д/ф «Суперсерия 72» (2022, Россия)